# Königsberger Verein Frauenwohl
Der Königsberger Verein Frauenwohl wurde 1890 von Pauline Bohn (1834–1926) gegründet und bestand bis 1920.

## Vorgeschichte
Vor dem Napoleonischen Befreiungskrieg erschien 1792 in Königsberg ein Buch von Theodor Gottlieb von Hippel (1741–1796) „Über die bürgerliche Verbesserung der Weiber“, in dem sich der Autor für eine annähernde Gleichberechtigung der Frauen einsetzte. Nach einer Missernte in Ostpreußen 1843, die zu Unterernährung und Epidemien in der Bevölkerung führte, gründete die Frau des Königsberger Schneidermeisters Schmidtke den ersten „Frauen-Verein für Armen- und Krankenpflege“ (1843/44), der Vorbild für spätere Hausfrauenvereine wurde. Auch wird ein „Vaterländischer Frauenverein“ (1867/68) erwähnt.
Die weitere Entwicklung zugunsten der Frauenrechte lief zunächst über Berlin. Hier kam es 1888 zur Gründung des „Berliner Verein Frauenwohl“ unter Minna Cauer, Else Lüders und Selma Berend. Der Verein verfocht mehr die sog. radikale Strategie. Demgegenüber stand der „gemäßigte“, 1892 gegründete „Allgemeinen Deutsche Frauenverein“ (ADF) mit Helene Lange (1848–1930) im Vorstand.
Diesem „gemäßigten“ ADF, der sich ausschließlich für Rechte von Frauen, bes. Lehrerinnen, einsetzte, standen in Berlin „radikale“ Gruppierungen innerhalb der Frauenbewegung gegenüber, die eine Zusammenarbeit mit den bürgerlichen Vereinen verweigerten. Als Folge dieser Entwicklung wurde in Berlin die Frauenbewegung durch gesellschaftlich-revolutionäre Unruhen gehemmt.

## Vereinsgründung 1890 – Ziele
Im abseits gelegenen Ostpreußen hingegen gelang es der „höheren Tochter“ Pauline Bohn (1834–1926), geb. Schwinck, Großnichte von Theodor von Schön, angeregt durch Selma Berend, 1890 einen „Königsberger Verein Frauenwohl“ (KVF) zu gründen, der aufgrund seiner gemäßigten Einstellung alsbald die führende Rolle aller preußisch-deutschen Frauenwohlvereine einnahm.
In der Satzung hieß es: „Der Verein tritt für die höhere und weitere Bildung des weiblichen Geschlechts auf wissenschaftlichem, gewerblichem und wirtschaftlichem Gebiet und für die Rechte der Frau ein“.
- Reformierung des Schulwesens für Mädchen
- analog zu Berlin: Umgestaltung des Gefängniswesens

Es folgten die Einrichtung von zahlreichen regionalen Frauenwohl-Untervereinigungen in Ostpreußen, die später nochmals übergeordnet in den „Verband Königsberger Vereine“ integriert wurden. Tatkräftige Frauen standen Pauline Bohn zur Seite, wie Anna Reuter, Luise Hippel, Gertrud Fuhr und Marie Therese Gosse.
Siebzig Damen meldeten sich zur Gründung der Ortsgruppe Königsberg an. Die Ausbildung für Gymnastinnen erfolgte in den Räumen der „Cecilienschule“, die so bis 1909 genutzt wurde. Den ersten Kurs mit 34 Mädchen leitete Gymnasialprofessor Georg Ellendt (1840–1908), der auch den Lehrplan dafür ausgearbeitet hatte. Eine weitere Maßnahme war die „Schulung gebildeter Frauen in Krankenpflege in den Universitätskliniken“. Schließlich ging aus dem Verein Frauenwohl auch die „Ostpreußische Haushaltungsschule“ hervor. Hier wurden Lehrerinnen für das Fach „Hauswirtschaft und weibliche Handarbeiten“ ausgebildet und Kurse für Kochen, Nadelarbeit und Bügeln angeboten. Weiterhin bot die „Staatlichen Gewerbeschule für Frauen“ (1903) eine Berufsberatung an, betreute weibliche Gefangene und „war bei der Gründung des Asyls für gefährdete Frauen und Mädchen“ richtungsweisend tätig.
Von nahezu Anfang an (um 1892) traten die Vereine im „Verband Königsberger Vereine“ (s. o.) dem „Allgemeinen Deutschen Frauenverein“ (ADF) unter der Leitung von Helene Lange bei (Erstgründung 1865 in Leipzig).
In einer Generalversammlung zur Teilnahme an der Weltausstellung in Chicago 1893 wurde mit Hilfe der teilnehmenden Pauline Bohn vom Königsberger Verein Frauenwohl (KVF) beschlossen, für Deutschland einen „Bund Deutscher Frauenvereine“ (BDF von 1894–1933) zu gründen. Auch der KVF gehörte sofort nach der Gründung ab 1893 zum „Bund Deutscher Frauenvereine“ (BDF). Im Ersten Weltkrieg half der KVF bei der Versorgung der Bevölkerung und der Soldaten, gebündelt im neu entstandenen „Königsberger Hausfrauenbund“ unter der Leitung von Olga Friedemann (1857–1935) und Helene Neumann (1874–1942). Enger Kontakt bestand mit Helene Neumann zu ihrem Gewerkverein der Heimarbeiterinnen.
Nach dem Ersten Weltkrieg wurden die in der Satzung des Königsberger Vereins Frauenwohl formulierten Ziele vom „Königsberger Hausfrauenbund“ (KHB) übernommen, mit der deutlichen Tendenz zur staatlichen Anerkennung dieses neuen Vereins KHB als Berufsorganisation: Künftig sollte die Hauswirtschaft als Beruf anerkannt werden. 
Durch die zunehmende Integration des KVF in den KHB löste Bohn 1920 "ihren" Königsberger Verein Frauenwohl auf. Zudem hatte Bohn altersbedingt erkannt, dass der Staat und die Stadt Königsberg die hauswirtschaftliche Mädchenbildung über den Königsberger Hausfrauenbund abgewickelt sehen wollte.

## Veröffentlichungen
- Pauline Bohn: Ein Viertel Jahrhundert Frauenarbeit in Königsberg. jeweils Beilage Frauenrundschau Nr. 15, Nr. 16, Nr. 17, Nr. 18:
Nr. 15, S. 1, in: Königsberger Hartung’sche Zeitung Nr. 171 (1915);
Nr. 16, S. 1, in: Königsberger Hartung’sche Zeitung Nr. 183 (1915);
Nr. 17, S. 1, in: Königsberger Hartung’sche Zeitung Nr. 195 (1915);
Nr. 18, S. 1, in: Königsberger Hartung’sche Zeitung Nr. 207 (1915)
- Pauline Bohn: Zur Frauenbewegung in Ostpreußen. In: Grenzland Welt (Untertitel:Blätter eines Jahrbuches der deutschen Arbeit des Ostens), Grenzland-Verlag Allenstein Jg. 2 (1921), S. 33–35